# コンビネーション (芸能プロダクション)
株式会社 コンビネーションは、かつて存在した日本の声優事務所。

## 概要
2009年1月19日、三ツ矢雄二と日髙のり子により設立される。グループ会社として、ブリングアップがある。2024年現在、公式サイトは既に消滅しアクセス不可となっている。

## 最終所属声優
- 樋口智恵子
- 日髙のり子

## かつて所属していた声優
- いまむらのりお
- 榊原良子（フリー）
- 仲尾あづさ（フリー）
- ハマノカズゾウ（音響監督、フリー）
- 福麻むつ美
- 三ツ矢雄二（現所属：ミツヤプロジェクト）